# Ommatius argentatus
Ommatius argentatus är en tvåvingeart som beskrevs av Meijere 1911. Ommatius argentatus ingår i släktet Ommatius och familjen rovflugor. Inga underarter finns listade i Catalogue of Life.